# Hugo Schwendenwein (Kirchenrechtler)
Hugo Schwendenwein (* 5. November 1926 in Klagenfurt; † 1. April 2019 in Graz) war ein österreichischer römisch-katholischer Priester und Kirchenrechtler. Er galt in Österreich als einer der bedeutendsten Rechtsgelehrten.

## Leben
Hugo Schwendenwein studierte Katholische Theologie, Rechtswissenschaft und Kanonisches Recht. 1954 empfing er die Priesterweihe. An der Universität Wien wurde er zum Doktor der Rechte (Dr. jur.) und an der Päpstlichen Universität Heiliger Thomas von Aquin in Rom Doktor beider Rechte (Dr. iur. can.) promoviert. 1970 habilitierte er sich mit der Schrift „Priesterbildung im Umbruch des Kirchenrechts“.
1973 wurde er zum Universitäts-Professor für Kirchenrecht an die Katholisch-Theologischen Fakultät der Karl-Franzens-Universität Graz berufen. Er war Vorsteher des Instituts für Kanonisches Recht. Er war von 1973 bis 1976 akademischer Senator und von 1976 bis 1979 Dekan der Katholisch-Theologischen Fakultät. Neben Forschung und Lehre engagierte er sich als enger Berater in kirchlichen Gremien und im Zuge der Codex-Reform als Berater von Franz Kardinal König. Darüber hinaus vertrat er den Heiligen Stuhl im Comité dirécteur de coopération juridique des Europarates in Straßburg von 1982 bis 1993. 1985 wurde er zum Konsultor der päpstlichen Codex Interpretationskommission in Rom ernannt. 1982 wurde ihm von der katholischen Kirche der Titel eines Monsignores verliehen. 1985 wurde er zum Päpstlichen Ehrenprälat ernannt und 1992 der Titel des Apostolischen Protonotars verliehen. 1995 wurde Hugo Schwendenwein emeritiert.
Hauptforschungsgebiet waren das  Kirchenrecht, kirchliche Rechtsgeschichte und das österreichische Staatskirchenrecht. Schwendenwein war als einziger Theologe Mitglied der österreichischen Akademie der Wissenschaften, ab 1985 korrespondierendes und ab 1995 wirkliches Mitglied der philosophisch-historischen Klasse. Er war Mitglied der Consociatio internationalis studio iuris Canonici promovendo, der Österreichische Gesellschaft für Kirchenrecht und dem Deutschen Rechtshistorikertag.
Hugo Schwendenwein war Mitglied der katholischen Studentenverbindungen KÖStV Rudolfina Wien (ab 1946) und Ehrenmitglied der KÖStV Traungau Graz, jeweils im Österreichischen Cartellverband.

## Ehrungen und Auszeichnungen
- 1970: Kardinal-Innitzer-Preis für seine Habilitationsschrift
- 1992: Ernennung zum Apostolischen Protonotar durch Papst Johannes Paul II.
- 1996: Senator h. c. der Universität Maribor, Slowenien
- Österreichisches Ehrenkreuz für Wissenschaft und Kunst I. Klasse
- Großes Silbernes Ehrenzeichen für Verdienste um die Republik Österreich
- Großes Goldenes Ehrenzeichen des Landes Steiermark mit dem Stern
- 1988: Großes Goldenes Ehrenzeichen des Landes Kärnten[2]

## Schriften
- Das neue Kirchenrecht: Gesamtdarstellung. Darmstadt 1984 (2. Aufl.)
- Österreichisches Staatskirchenrecht. Wingen-Verlag, Essen 1992.
- Die katholische Kirche: Aufbau und rechtliche Organisation. Wingen-Verlag, Essen 2003.